# Женщины (фильм, 1966)
«Же́нщины» — советская мелодрама 1966 года из трёх новелл по одноимённому рассказу Ирины Велембовской. Один из лидеров советского кинопроката 1966 года — 36,6 млн человек (6-е место).

## Сюжет
О трёх поколениях женщин — работниц мебельной фабрики, об их любви, о радостях и печалях этот фильм.
Дуся Кузина приезжает в начале пятидесятых из деревни в город, случайно знакомится с работницей мебельной фабрики Екатериной Тимофеевной Бедновой — вдовой с сыном, которая селит её у себя и помогает устроиться на фабрику. Через некоторое время Дуся начинает встречаться с известным всей фабрике Юркой. Их отношения заканчиваются неудачным абортом, и Дуся узнаёт, что детей у неё уже не будет.
Спустя несколько лет девушка Аля (Алевтина) Ягодкина из дусиной деревни хочет уехать с Виктором — городским парнем, приехавшим в деревню на время отпуска. Мать уговаривает дочь и Виктора сначала оформить свои отношения. Виктор соглашается, но появляется только через два месяца. Аля прогоняет его и признаётся матери в том, что беременна. Примерно через год после рождения сына мать Али просит приехавшую в отпуск Дусю устроить её дочь на ту же фабрику, потому что будущего в деревне у матери-одиночки нет. Аля едет с Дусей в город, а сына оставляет с матерью.
Екатерина Тимофеевна, которая уже руководит фабричным профсоюзным комитетом, случайно узнаёт, что Дуся держит Алю в ученицах больше положенного и к тому же берёт с неё плату за жильё. Екатерина Тимофеевна начинает опекать Алю, приглашает её к себе домой на встречу Нового года и знакомит со своим сыном-студентом Женей. Они начинают встречаться, но Аля не сообщает Жене о том, что у неё есть ребёнок. Мать против отношений единственного сына с матерью-одиночкой и рассказывает сыну о ребёнке Али. Но Женя не собирается отказываться от Али. Воспользовавшись отъездом сына на практику, Екатерина Тимофеевна затевает суровый разговор с Алей. Та уходит с фабрики и возвращается в деревню. Дуся обличает Екатерину Тимофеевну, и любящая, но справедливая мать понимает, что поступила неправильно. Она едет в деревню, где у колодца встречает пожилую женщину с мальчиком и догадывается, что это мать Али и её сын.

## В ролях
- Нина Сазонова — Екатерина Тимофеевна Беднова, председатель фабкома
- Инна Макарова — Дуся Кузина (Евдокия Николаевна)
- Галина Яцкина — Аля Ягодкина (Алевтина Павловна)
- Виталий Соломин — Женя Беднов, сын Екатерины Тимофеевны
- Надежда Федосова — тётя Груша, мать Али
- Валентина Владимирова — Лиза, сотрудница фабрики, подруга Екатерины
- Виктор Мизин — Виктор, отец Славика
- Пётр Любешкин — Константин Иванович, мастер
- Пётр Полев — Дмитрий Николаевич Полев, лектор
- Ирина Мурзаева — лифтёрша
- Люсьена Овчинникова — Анечка, работница мебельной фабрики

## Производство
Фильм стал дебютом выпускника режиссёрского факультета ВГИКа Павла Любимова по повести начинающего литератора Ирины Велембовской.
… уверен, что в весьма неожиданном для меня, шумном, а потом, как оказалось, долговременном успехе нашего первого совместного фильма «Женщины» (экранизации её небольшой повести) сыграли роль не только трогательный сюжет и мастерское владение Велембовской диалогом (каждую фразу, как говорили актёры, «вкусно произносить»), но не в последнюю очередь свет доброты, излучаемый нашим любимым автором. Этот свет, присущий всем произведениям Велембовской, даже когда она пишет о людях глубоко ей несимпатичных, почувствовали все без исключения наши знаменитые и не очень знаменитые актрисы, которых я приглашал на пробную съёмку, причём они ещё не были знакомы с автором повести, а только читали режиссёрский сценарий. Они воистину сражались за право сниматься у начинающего режиссёра в экранизации повести малоизвестной тогда писательницы.Павел Любимов, «Русский журнал» 2002
На одну из главных ролей режиссёр утвердил снимавшуюся в его дипломной работе «Тётка с фиалками» (1963) Нину Сазонову, она и спела в дуэте с Пётром Любешкиным песню «Вальс расставания». Вторая песня «Любовь-кольцо» звучит в фильме в исполнении Нины Бродской.

### Места съёмок
Городские эпизоды фильма разворачивались в живописных местах Ярославля, кинематографисты вписали в канву сюжета практически все основные туристические места города: Речной порт, Волжская набережная с беседкой и Арсенальной башней, Стрелка Волги и Которосли, Спасо-Преображенский монастырь, площадь перед Драмтеатром имени Ф. Волкова (когда звучит песня «Любовь-кольцо»), площадь имени Подбельского (бывшая Рождественская, ныне — Богоявленская).
Сцены из сельской жизни снимались в деревне Итларь под Ростовом.

## Съёмочная группа
- Авторы сценария — Ирина Велембовская, Будимир Метальников
- Режиссёр-постановщик — Павел Любимов
- Операторы-постановщики — Василий Дульцев, Марк Осепьян
- Художник-постановщик — Арсений Клопотовский
- Композитор — Ян Френкель
- Звукооператор — Леонард Бухов
- Монтаж — К. Малинская
- Авторы стихов — Константин Ваншенкин, Михаил Танич
- Директор — Владимир Макаров